# Глен-Гоуп (Пенсільванія)
Глен-Гоуп (англ. Glen Hope) — місто (англ. borough) в США, в окрузі Клірфілд штату Пенсільванія. Населення — 127 осіб (2020).

## Географія
Глен-Гоуп розташований за координатами 40°48′4″ пн. ш. 78°29′49″ зх. д. / 40.80111° пн. ш. 78.49694° зх. д. (40.801081, -78.497041).  За даними Бюро перепису населення США в 2010 році місто мало площу 5,63 км², з яких 5,52 км² — суходіл та 0,12 км² — водойми.

## Демографія
Згідно з переписом 2010 року, у селищі мешкали 142 особи в 61 домогосподарстві у складі 45 родин. Густота населення становила 25 осіб/км².  Було 63 помешкання (11/км²).
Расовий склад населення:
| - 100,0 % — білих |

До двох чи більше рас належало 0,0 %. Частка іспаномовних становила 0,0 % від усіх жителів.
За віковим діапазоном населення розподілялося таким чином: 12,0 % — особи молодші 18 років, 66,9 % — особи у віці 18—64 років, 21,1 % — особи у віці 65 років та старші. Медіана віку мешканця становила 50,8 року. На 100 осіб жіночої статі у селищі припадало 102,9 чоловіків;  на 100 жінок у віці від 18 років та старших — 101,6 чоловіків також старших 18 років.
Середній дохід на одне домашнє господарство  становив 58 576 доларів США (медіана — 60 313), а середній дохід на одну сім'ю — 70 331 долар (медіана — 65 625). Медіана доходів становила 46 250 доларів для чоловіків та 26 250 доларів для жінок. За межею бідності перебувало 9,4 % осіб, у тому числі 7,1 % дітей у віці до 18 років та 3,3 % осіб у віці 65 років та старших.
Цивільне працевлаштоване населення становило 79 осіб. Основні галузі зайнятості: освіта, охорона здоров'я та соціальна допомога — 22,8 %, будівництво — 19,0 %, транспорт — 10,1 %, публічна адміністрація — 10,1 %.